# Метьюс (Вірджинія)
Метьюс (англ. Mathews) — переписна місцевість (CDP) в США, в окрузі Метьюз штату Вірджинія. Населення — 525 осіб (2020).

## Географія
Метьюс розташований за координатами 37°26′36″ пн. ш. 76°19′40″ зх. д. / 37.44333° пн. ш. 76.32778° зх. д. (37.443256, -76.327722).  За даними Бюро перепису населення США в 2010 році переписна місцевість мала площу 5,27 км², з яких 5,14 км² — суходіл та 0,13 км² — водойми.

## Демографія
Згідно з переписом 2010 року, у переписній місцевості мешкало 555 осіб у 232 домогосподарствах у складі 123 родин. Густота населення становила 105 осіб/км².  Було 272 помешкання (52/км²).
Расовий склад населення:
| - 86,3 % — білих - 8,8 % — чорних або афроамериканців - 0,4 % — корінних американців - 0,2 % — вихідців з тихоокеанських островів |

До двох чи більше рас належало 4,3 %. Частка іспаномовних становила 0,7 % від усіх жителів.
За віковим діапазоном населення розподілялося таким чином: 18,6 % — особи молодші 18 років, 51,5 % — особи у віці 18—64 років, 29,9 % — особи у віці 65 років та старші. Медіана віку мешканця становила 49,2 року. На 100 осіб жіночої статі у переписній місцевості припадало 78,5 чоловіків;  на 100 жінок у віці від 18 років та старших — 73,2 чоловіків також старших 18 років.
За межею бідності перебувало 33,3 % осіб, у тому числі 100,0 % дітей у віці до 18 років та 0,0 % осіб у віці 65 років та старших.
Цивільне працевлаштоване населення становило 227 осіб. Основні галузі зайнятості: освіта, охорона здоров'я та соціальна допомога — 43,6 %, мистецтво, розваги та відпочинок — 29,5 %, роздрібна торгівля — 10,6 %, фінанси, страхування та нерухомість — 7,5 %.